# Otto Didam

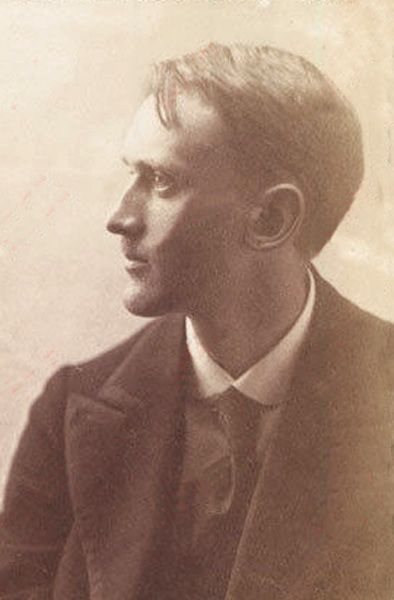
Otto Didam mit 28 Jahren;
Abdruck eines Lichtbildes von Selma Genthe von 1918

Otto Didam (* 25. November 1890 in Münster; † 25. April 1966 in Leipzig) war ein deutscher Chorleiter, der das Leipziger Chorwesen in der ersten Hälfte des 20. Jahrhunderts und darüber hinaus wesentlich prägte.

## Leben
Otto Didam, Sohn eines Münsteraner Kaufmanns, kam 1910 zum Studium am Königlichen Konservatorium der Musik nach Leipzig. Seine Lehrer waren hier unter anderen Max Reger (Theorie und Komposition) und  Otto Keller (Klavier). Nach dem Studium wurde er Korrepetitor am Leipziger Neuen Theater und später auch Kapellmeister. Hier lernte er seine spätere Frau, die Sängerin Hedwig Borchers (1891–1976), kennen.
1919 beschloss er, sich der Arbeitersängerbewegung zu widmen. Bereits 1861 hatte sich in Leipzig eine Gesangsabteilung des Gewerblichen Bildungsvereins gegründet, die 1881 von einem gemischten Chor gefolgt wurde. Nach dem Fall des Sozialistengesetzes entstanden zahlreiche weitere Chöre, wobei das proletarische Liedgut zugunsten vokalsinfonischer Werke in den Hintergrund trat. Im März 1919 übernahm Didam den Männer- und Gemischten Chor Leipzig, der sich noch im Herbst des gleichen Jahres in Leipziger Volkschor umbenannte. 1924 wurde er noch Leiter des Männerchors Zentrum-Süd und vereinigte 1925 beide Chöre zur Arbeitsgemeinschaft Didamscher Chöre, der sich im gleichen Jahr auch noch der Jugendchor der Sozialistischen Arbeiterjugend anschloss. 1930 kam noch ein Kinderchor hinzu, sodass von Kindesbeinen an unter Didam gesungen werden konnte. Das Repertoire der Chöre war vielseitig: Madrigale, klassische vokalsinfonische Werke, Volks- und Arbeiterlieder sowie zeitgenössische Chorlieder.

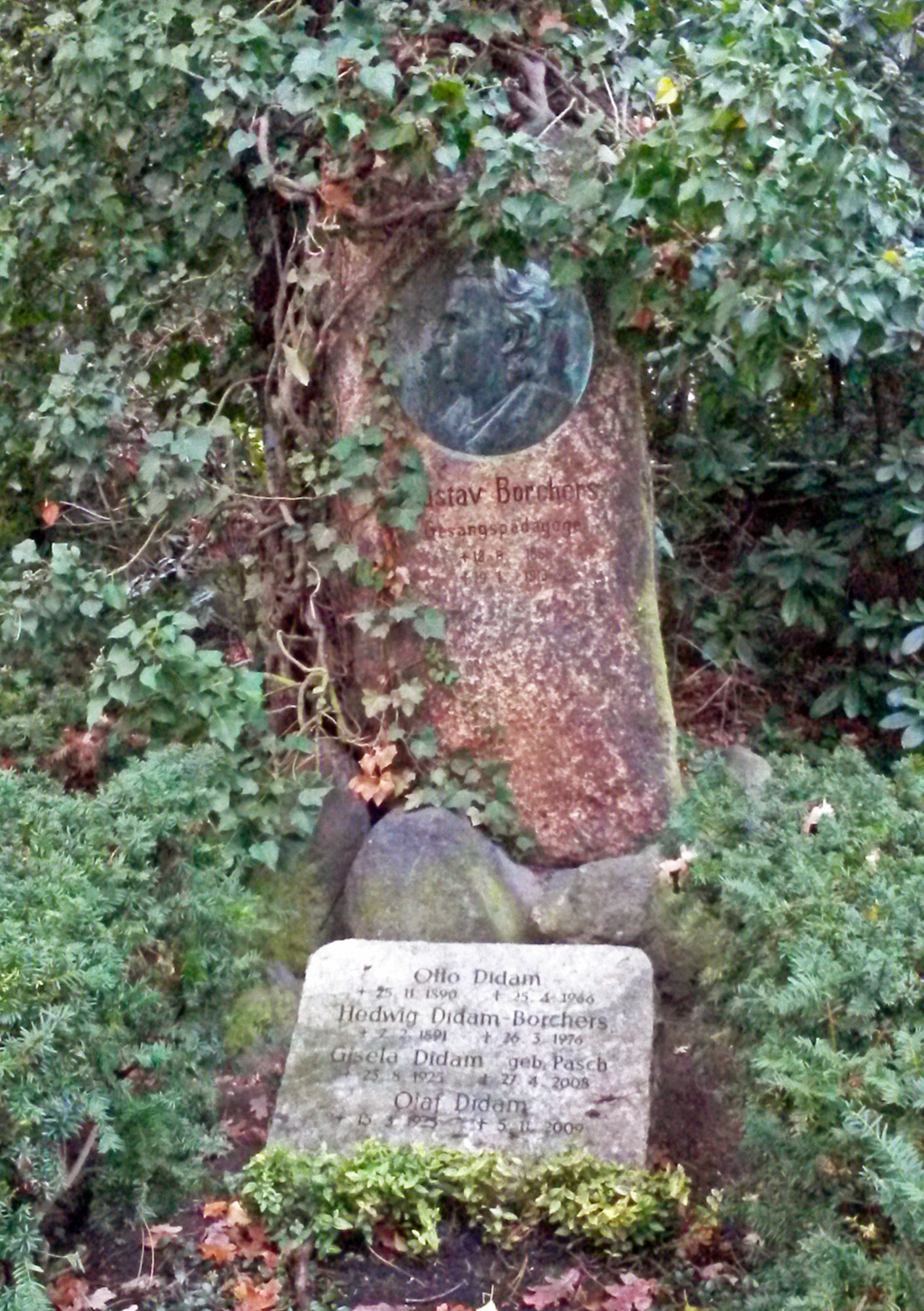
Sein Grab auf dem Südfriedhof Leipzig

1930 vereinigten die Didamschen Chöre etwa 600 Sänger und nannten sich nun Volkssingakademie Leipzig in Abgrenzung zu der seit 1802 bestehenden bürgerlich ausgerichteten Leipziger Singakademie. 1934 wurde die Volkssingakademie verboten. Viele Sänger wechselten in die 1918 gegründete Neue Leipziger Singakademie, deren Leitung Otto Didam 1933 ebenfalls übernommen hatte. Ab 1954 wurde wieder der alte Name Leipziger Volkssingakademie geführt. 1962 übergab der nun 72-jährige Otto Didam die musikalische Leitung an seinen Sohn Olaf Didam (1925–2009), der sie bis 1990 innehatte. Seit 1991 singt der Chor in kleinerer Besetzung als Kammerchor Leipziger Volkssingakademie e.V.
Otto Didam wurde 1966 in der Grabstelle seines Schwiegervaters, des Gesangslehrers Gustav Borchers (1865–1913), auf dem Leipziger Südfriedhof beigesetzt, wo auch seine Frau, sein Sohn und dessen Frau ruhen.